# Quilta
Quilta is een geslacht van rechtvleugeligen uit de familie veldsprinkhanen (Acrididae). De wetenschappelijke naam van dit geslacht is voor het eerst geldig gepubliceerd in 1861 door Stål.

## Soorten
Het geslacht Quilta omvat de volgende soorten:
- Quilta deschauenseei Rehn, 1957
- Quilta mitrata Stål, 1861
- Quilta oryzae Uvarov, 1925